# Свети Йосиф (колеж в София)
Вижте пояснителната страница за други значения на Свети Йосиф.
Френският колеж „Свети Йосиф“ е девическо католическо училище в София, съществувало през първата половина на XX век.

## История
През август 1879 г. капуцинът отец Тимотей Строна купува изгодно терен от 2800 кв. м. в централната част на София заедно с една къща, в която възнамерява да открие католическо училище. За целта повиква монахините Обществото на Св. Йосиф на Явлението от Марсилия, които пристигат през октомври в България. Благодарение на ходатайството на френския дипломатически агент пред княз Александър всички пречки са отстранени и на 14 януари 1880 г. в София отваря врати първото девическо католическо училище. През 1883 г. в девическото училище преподават 6 монахини на 112 ученички, от които 29 православни българки, 34 чужденки католички и 49 еврейки.
Програмата е съставена напълно в духа на френската образователна система и изучаването на френски език е задължително, а на немски – само факултативно. В края на 80-те години училището има 220 ученички – 92 българки, 80 представителки на различни националности от Австро-Унгария, 20 италианки, 10 румънки, 8 германки, 6 французойки и 4 гъркини. Монахините преподавателки са 9, от които 6 французойки, 1 българка, 1 италианка и 1 германка. От 1901 г. училището има филиал в Подуене. През 1915 г. е признато за основно, а през 1925 г. за средно учебно заведение от Министерството на просветата. През Първата световна война колежът е затворен и сградите се използват от военните.
Колежът се е помещавал в комплекс от сгради до католическата катедрала „Свети Йосиф“ в София. Имената на архитектите, автори на проекта на катедратала и колежите са неизвестни. След бомбардировките се запазват две сгради - основната сграда на колежа и сградата, в която живеят монаси и монахини - учители и учителки в колежите. След закриване на колежа през 1948 г. сградите са национализирани и по-късно около 1969 г. съборени за построяване на гигантска сграда от тоталитарен тип – „Дом на съветите“. Намерени археологически останки запазват терена незастроен.